# 唯物主义
唯物论（英語：materialism），哲學理論，認為世界的基本成份為物質，所有的事物（包含心靈及意識）都是物質交互作用的結果。
物質形式與過程是人類認識世界的主要途徑，持着「只有事实上的物质才是真实存在的实体」的这一种观点，并且被认为是物理主義的一种形式。该理论的基础是，所有的实体（和概念）都是物质的一种构成或者表达，并且，所有的现象（包括意识）都是物质相互作用的结果，在意识与物质之间，物质决定了意识，而意识则是客观世界在人脑中的生理反应，也就是有机物出于对物质的反应。因此，物质是唯一事实上存在的实体。作为一个理论体系，唯物主义属于一元本体论。但其本身又不同于以二元论或多元论为基础的本体论。一說認為盡管死後有靈是人類普遍的信仰，但所有的文化也都有重視物質和現世生活的傾向，重視物質和現世生活被認為是普世文化通則。
唯物主义是现实世界的一种解释。馬克思和恩格斯認為唯物主义和唯心主义是对立的。

## 概述
唯物主义在哲学上屬於一元的本体论，因此就和二元論及多元論產生的本体论不同。以對現象實質的解釋來說，唯物主义和唯心主義、中立一元論及心靈論不同。
雖然有許多的哲學流派，有些流派之間可能只有短微的差異，不過許多哲學可以分為以下兩類，這兩類在其定義上是互斥的，分別是唯心主義及唯物主义[a]。這兩類哲學的基本主張和現實的本質有關，而其主要差異出現在對以下二個基本問題的回答上：「現實包括什麼？」以及「現實如何產生的？」。對唯心主義而言，心、靈或意念是主要的，物質是次要的，對唯物主义而言，物質是主要的，心、靈或意念是次要的，是物質的產物。
历史上，源于笛卡尔的传统观点认为，意识是非物质的存在。而唯物主义者的观点则是从根本上反对这一信条的。尽管如此，唯物主义本身并没有讨论如何来描述所谓的“物质实体”。在实践中，唯物主义通常等同于物理主义或其他理论的一个种类。
唯物主义通常被认为与简化论的方法论原理有关，根据简化论，被一个特定描述层次所区分出来的事物或者现象，如果它是真的（正确的），那它也必须可以在其他描述层次中被解释——特别是可以在一个简化了的层次中被解释。非简化唯物主义明确地反对这一种概念或说法，但无论是简化唯物主义还是非简化唯物主义，通常都将物质的构成作为所有存在事物、性质、无法解释现象的基础。杰瑞·福多反對這一點，他透過「经验主义和某些特殊学科（如心理学和地质学）无法直接从基本物理中观察出」這一點，从而有力地反駁了这个观点。
现代的唯物主义哲学家们扩充了唯物主义中关于物质的定义，其中包括符合科学并能探测得到的实体，如能量、力、甚至空间曲率等。尽管如此，像玛丽·米雷这样的哲学家，依然认为概念中的“物质”是非常难以定义的。特别地，唯物主义是二元论、现象论、理想主义、活力论以及二重一元论的相反对照面。在某种程度上，唯物主义的物质性，可以和决定论的概念产生联系。启蒙时代的一些思想家認同决定论。
唯物主义通常会被唯心主义思想家批评和反对。他们认为唯物主义是一种令精神上空洞的哲学观。在19世紀，馬克思和恩格斯将唯物主义作为一种非形而上学的“唯物史观”，相对地，他将其专注于人类活动（包括实践和劳动）和由此产生的制度生成、复制和摧毁。（请参照“唯物史观”）此外，他們發展辯證唯物主義，剝離黑格爾辯證法中的唯心主義，並融合進唯物主義的元素。

## 历史

### 公元前
在卡尔·雅斯贝尔斯提出的軸心世紀（約西元前 800-200），唯物主義在歐亞大陸上許多地理上相隔絕的地區，可能各自獨立的，發展起來。
在古代印度，由於阿耆多·翅舍钦婆罗、Payasi、Kanada與顺世论學派的支持者的努力，唯物主義在西元前 600 年左右開始發展。其中 Kanada 是早期原子論的支持者之一。活躍於西元前 600 年至前 100 年的正理论胜论聯合學派發展出原子論的早期形式，但是他們不能算是唯心主義者，因為他們嘗試證明神存在，並且認為人的意識不是物質的一部份。接著，佛教原子論學派與耆那教延續了支持原子論的傳統。
在古希臘，留基伯、德谟克利特和伊壁鸠鲁等原子論者為後來的唯物主義起了開端。卢克莱修（前 99 - 前 55）所著的拉丁文哲理長詩《物性論》闡述德谟克利特與伊壁鸠鲁的原子論哲學，也就是，所有存在的事物，不是物質就是真空，所有的物質現象均源自一些基本粒子的移動或互相混合，而這些基本粒子被稱為「原子」，意思是不可分割的物質。《物性論》給出物質現象的機械論解釋，例如解釋侵蝕作用、蒸發作用、風和聲音是怎麼形成的。此外，《物性論》中也首次提出許多現今知名的原理，例如「只有物體才能接觸到物體」。然而，德谟克利特與伊壁鸠鲁不主張一元論，因為他們在本體上將物質與空間區分開來，換言之，空間是本體上不同於物質的存在。因此可以說，他們的理念比當今的唯物主義來的寬鬆。

### 公元后
東漢時期的中國思想家王充被視為是唯物主義者。
接著在6世紀，印度唯物主義者賈亞拉西·博塔完成著作 《Tattvopaplavasimha》（意為惱人的一切原則），並在其中駁斥《正理經》提出的知識論。然而，從以下的例子可以看出，印度到了15世紀之後，傾向唯物主義的顺世论哲學逐漸式微。在14世紀，Madhavacharya編著《Sarva-darśana-samgraha》（意為消化所有哲學），但其中卻沒有引用，甚至沒有提到，任何關於順世論哲學的文字。
而在阿拉伯世界，在12世紀前期的安达卢斯，哲學家伊本·图费勒在其哲學小說 《哈义·本·叶格赞的故事》中討論了唯物主義哲學，並隱隱約約預示了历史唯物主义的想法。

### 近代哲學
托马斯·霍布斯和皮埃尔·伽桑狄是延續唯物主義傳統的代表，與他們相對的，是勒内·笛卡尔對自然科学提出的二元論。接著出現的是唯物主義論者兼無神論者讓·梅葉，以及其他法國哲學家，例如拉·美特利、保爾·霍爾巴赫、德尼·狄德罗 以及啟蒙時代的其他法國思想家。在英國，行路者史都華則認為所有的物質都被賦予道德價值，這個觀點構成了哲學詩人威廉·华兹华斯的主要觀點。
接著後近代哲學時期，德國辩证唯物主义者兼無神論人類學家路德维希·费尔巴哈標誌著唯物主義的轉變，其著作《基督教的本质》(1841) 將宗教的人文主义情懷描述為人類內在本性的外在投射。
歷史上，唯物主義的觀念起源自，維持人類生活下去所做的生產行為，和在生產中所產生的物質交換是所有社會的結構這個概念之中。也就是在所有歷史上出現過的人類社會之中，根據人們生產的物質，以及生產的方法，而將財富分配下去，以及將人歸分成不同群體，或階級的方式。在這個觀點之下，社會改變與政治革命的最終影響並不是由人類的意志所造成，也不是由人類對終極真理及正義的更好洞見所造成，而是由人類得物質生產及交換模式的給變所造成。它們不是根據哲學，而是跟去該時代的經濟狀況去造成改變的。——弗里德里希·恩格斯，《社會主義從空想到科學的發展》
另一個值得注意的自然主義學派是德國唯物主義學派，他們從 19 世紀中葉開始發展，成員包括路德維希·畢希納、雅各‧莫萊斯霍特、卡尔·福格特。

### 當代哲學

#### 分析哲學
當代分析哲學家在一個廣泛的物理主义或形而上自然主義框架下做討論，提出與將容納人類心灵於理論中的不同觀點，例如功能主義 (心靈哲學)、變異一元論、等同理論等等，代表人物有丹尼爾·丹尼特、威拉德·冯·奥曼·蒯因、唐纳德·戴维森和杰瑞·福多。
科學唯物主義常常被與同一說劃上等號，或者視為意義相近的詞彙。20世紀早期，保羅·丘奇蘭德和派翠西亞·徹蘭主張一個更為激進的想法取消唯物主義，認為一切心靈的現象都不存在，而僅僅是由民俗心理學和內省錯覺反映出的虛假的結果而已。取消唯物主義者相信，像「相信」這種事是沒有任何基礎的，就像民俗學家相信邪靈引起疾病一樣。事實上，同一說與取消唯物主義站在兩個極端，前者認為理論導致事實，後者認為部分舊的理論會被新發現的事實推翻，而修正唯物主義則某種程度上介於中間。

#### 大陸哲學
當代歐陸哲學家吉尔·德勒兹和墨西哥的纽尔·德兰达企圖重建並加強唯物主義，他們所提出的新的理念被稱為新唯物主義。

## 對物質的定義
正如其他科學及哲學中的基本概念一様，針對物質的本質及其定義也已出現許多的論點。物質是否由單一成份（原質）組成？物質是否是一種單一的成份，但會以許多不同的形式出現（形質論）？或是由幾種不同的，不會改變的成份組成（原子論）？物質是否有其固有性質（实体论）或者是否其中少了固有性質（第一元素）？
傳統對物質的觀點是有形體的「東西」，但在十九世紀提出场的概念後，上述觀點受到了挑戰。狭义相对论證明物質及能量（包括將能量分布在空間中的場）是可以互相轉換的。因此產生了一種本體論的觀點，認為能量是第一元素，物質只是它的一種形態。但另一方面，粒子物理的標準模型用量子场论來描述所有的交互作用力，因此又可以說這些場才是第一元素，能量只是場的一個性質而已。
依照主流的宇宙模型ΛCDM模型，宇宙中的能量中只有5%是由粒子物理中標準模型提到的粒子所組成，宇宙主要是由暗物质及暗能量組成，不過科學家對暗物质及暗能量的了解及共識還不多。
在量子力學出現之後，有些科學家認為只是改變了物質的概念而已，但也有科學家認為物質概念已不再存在。例如维尔纳·海森堡提到：「唯物主義的本體論是以一個幻想為前提：認為我們週圍世界的現實及存在的方式可以外推到原子層次。但這個外推是錯的，原子不是（一般認知的）東西。」
對應新的科學發現，物質的概念也隨之改變，因此唯物主義的確切內涵無法獨立於特定關於物質基礎的理論之上。诺姆·乔姆斯基認為任何一種性質都可以視為是物質，只要有人定義有這種性質的東西是物質即可。

## 腳註
a. ^ 不過，要定義一個分類，而不提出此分類和哪些分類是相對的，有些研究者認為就算有可能以此方式定義，定義上也相當困難

## 延伸閱讀
- Buchner, L. (1920). Force and Matter[]. New York, Peter Eckler Publishing Co.
- Churchland, Paul M. . The Journal of Philosophy. 1981, 78 (2)  [2022-11-04]. ISSN 0022-362X. JSTOR 2025900. doi:10.2307/2025900. （原始内容存档于2023-03-12）.
- Field, Hartry H., , Block, Ned Joel  (编),  2, Taylor & Francis, 1981, ISBN 9780416746006
- Flanagan, Owen. . MIT Press. 1991-03-05. ISBN 978-0-262-56056-6 （英语）.
- Gunasekara, Victor A. (2001). "Buddhism and the Modern World（页面存档备份，存于）". Basic Buddhism: A Modern Introduction to the Buddha's Teaching". 18 January 2008
- Kim, Jaegwon. . Philosophy and Phenomenological Research. 1992, 52 (1)  [2022-11-04]. ISSN 0031-8205. JSTOR 2107741. doi:10.2307/2107741. （原始内容存档于2022-11-04）.
- La Mettrie, La Mettrie, Julien Offray de (1748). L'Homme Machine (Man a Machine)
- Lange, Friedrich Albert. . 2017. ISBN 978-1-5218-8662-5. OCLC 1030160731.
- Moser, Paul K.; Trout, J. D. . Psychology Press. 1995  [19 December 2012]. ISBN 978-0-415-10863-8. （原始内容存档于2020-12-26）.
- Priest, Stephen. . London: Penguin Books. 1991. ISBN 0-14-013069-1. Alternative ISBN 978-0-14-013069-0
- Schopenhauer, Arthur (1969). The World as Will and Representation. New York, Dover Publications, Inc.
- Seidner, Stanley S. (June 10, 2009). "A Trojan Horse: Logotherapeutic Transcendence and its Secular Implications for Theology"（页面存档备份，存于）. Mater Dei Institute
- Turner, Michael S. . Science. 2007-01-05, 315 (5808): 59–61  [2022-11-04]. ISSN 0036-8075. PMID 1720463. doi:10.1126/science.1136276. （原始内容存档于2022-11-04） （英语）.
- Vitzthum, Richard C. . Prometheus Books. 1995. ISBN 978-1-57392-027-8 （英语）.

## 外部連結
- 斯坦福哲学百科
  - 物理主义（页面存档备份，存于）
  - 取消主义（页面存档备份，存于）
- 哲学唯物主义 (by Richard C. Vitzthum)（页面存档备份，存于），来源infidels.org
- 唯物主义（页面存档备份，存于），来源滑铁卢大学